# ريمون ويلكينز
ريمون ويلكينز (بالإنجليزية: Raymond Wilkins)‏ هو لاعب اتحاد الرغبي بريطاني، ولد في 3 أكتوبر 1950 في نيث ‏ في المملكة المتحدة.